# Micrapion richardsi
Micrapion richardsi är en stekelart som beskrevs av Boucek 1974. Micrapion richardsi ingår i släktet Micrapion och familjen Leucospidae.
Artens utbredningsområde är Ghana. Inga underarter finns listade i Catalogue of Life.